# Підпаленик синьолобий
Підпале́ник синьолобий (Cinclidium frontale) — вид горобцеподібних птахів родини мухоловкових (Muscicapidae). Мешкає в Південно-Східній Азії. Єдиний представник монотипового роду Синьолобий підпаленик (Cinclidium).

## Підвиди
Виділяють два підвиди:
- C. f. frontale Blyth, 1842 — від Непалу до Бутану;
- C. f. orientale (Delacour & Jabouille, 1930) — північно-східна Індія, південь центрального Китаю, Південно-Східна Азія.

## Поширення і екологія
Синьолобі підпаленики мешкають в Індії, Китаї, Непалі, Бутані, М'янмі, Таїланді, Лаосі і В'єтнамі. Вони живуть в гірських тропічних лісах і високогірних чагарникових заростях на висоті від 1850 до 2200 м над рівнем моря.